# Paterna del Campo
Paterna del Campo è un comune spagnolo di 3 858 abitanti situato nella comunità autonoma dell'Andalusia.